# أدب الرعب

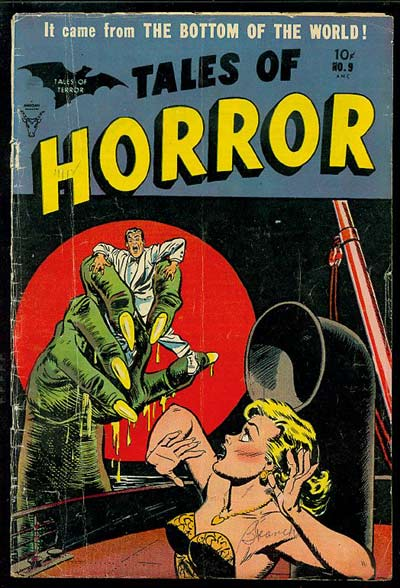

أدب الرعب أو خيال الرعب (horror fiction) نوع خاص جدا من الأدب يهدف من خلال مجموعة من الأحداث المتشابكة إلى إثارة شعور الرعب والخوف.
بصورة عامة لا أحد يعرف متى بدأ هذا النوع من الأدب، ولكن أغلب الباحثين يعتقدون أنه قد بدأ منذ زمن بعيد جدا فقد اكتشف الإنسان منذ القدم الشعور بالخوف ويعتقد أن الأساطير القديمة هي الدليل على ذلك فقد كانت تحتوي على قصص تهدف إلى إثارة الخوف لدى المستمع أو القارئ. ويتفق الباحثون على أن هذا النوع من الأدب لم يتخذ شكله الحالي إلا مع بداية ظهور روايات الرعب القوطي الشهيرة، والتي تحكي القصص في أجواء مرعبة قديمة مثل حوت القلاع والبرق وأضواء الشموع وقد حاز هذا النوع من القصص شعبية واسعة في نهاية القرن الثامن عشر وبداية القرن التاسع عشر على يد كل من آن رادكليف التي كتبت قصة أسرار أودولفو (Mysteries of Udolpho) وهوراس والبول صاحب رواية قلعة أوترانتو (The Castle of Otranto).

## تاريخ
الكثير من أدب الرعب مستمد من أقسى الشخصيات في القرن الخامس عشر. يمكن تتبع دراكولا إلى أمير والاشيا فلاد الثالث، الذي نُشرت جرائم الحرب المزعومة في كتيبات ألمانية. تم نشر كتيب 1499 من قبل ماركوس آيرر، الذي اشتهر بصوره الخشبية. تعتبر سلسلة عمليات القتل المزعومة لـ غيل دي ريز بمثابة مصدر إلهام لـ «اللحية الزرقاء». يُستمد فكرة مصاصي الدماء من الحياة الحقيقية النبيلة مع القتل، إليزابيث باثوري ساعدت في ظهور خيال الرعب في القرن الثامن عشر، كما هو الحال من خلال كتاب لازلو توروشى لعام 1729.

## المصدر
- أ. علاء محمود- موسوعة الظلام - أحمد خالد توفيق وسند راشد دخيل.